# Degener Buggenhagen
Degener Buggenhagen, auch Degner Buggenhagen († 16. Juli 1420 in Garbodenhagen bei Stralsund) war ein deutscher Adliger und Erblandmarschall des Herzogtums Pommern-Wolgast. 
Er stammte aus dem alten pommerschen Rittergeschlecht von Buggenhagen. Als Erblandmarschall verfeindete er sich mit Cord Bonow, einem einflussreichen römisch-katholischen Geistlichen. Buggenhagen stand den Städten Greifswald und Stralsund nahe, die Konflikte mit Bonow hatten. Zu den Konflikten zählte der Papenbrand thom Sunde, bei dem Stralsunder Bürger im Jahre 1407 drei römisch-katholische Geistliche verbrannten. Nach dem Tode von Herzog Wartislaw VIII. von Pommern-Wolgast im Jahre 1415 führte die Herzoginwitwe Anna die Regierung für ihre unmündigen Söhne Barnim VIII. und Swantibor II. sowie für deren Vettern Wartislaw IX. und Barnim VII. Ihr zur Seite stand ein Regentschaftsrat, an dessen Spitze Bonow stand, zu dem aber auch Buggenhagen gehörte.
Wahrscheinlich im Jahre 1417 oder 1419 tötete Buggenhagen, der von den Städten unterstützt wurde, Bonow. Die Tat geschah in Groß Kiesow bei Greifswald. Herzogin Anna war daraufhin so erbittert, dass sie ihrerseits 1420 durch einen ihrer Gefolgsleute, Henneke von Behr, Buggenhagen töten ließ, der sich unter der Zusicherung Freien Geleits am 16. Juli 1420 mit dem jungen Herzog Wartislaw IX. in der Mühle von Garbodenhagen bei Stralsund getroffen hatte. Die Tat erfolgte an der Tafel des Herzogs. Anschließend richtete sich die Rache der Städte Greifswald und Stralsund gegen von Behr und dessen Helfer, die Anfang 1421 in Stralsund hingerichtet werden konnten.  Unter dem Eindruck solcher Ereignisse einigte sich Herzog Wartislaw IX. noch 1421 mit den Städten und dem Adel seines Landes auf die Einrichtung von je zur Hälfte mit Vertretern des Adels und der Städte zu besetzenden Gerichtshöfen, um den Rechtsfrieden zu sichern.